# مایکل گاتارد
مایکل گاتارد (به انگلیسی: Michael Gothard) (زاده ۲۴ ژوئن ۱۹۳۹-درگذشته ۲ دسامبر ۱۹۹۲) بازیگرانگلیسی بود.
از فیلم‌ها و سریال‌های تلویزیونی معروف او، می‌توان به جک قاتل، فقط بخاطر چشمان تو، چهار تفنگدار و آیوانهو اشاره کرد.